# 크눌프
《크눌프》(Knulp, 부제: Three Stories from Knulp's Life)는 《데미안》만큼이나 널리 읽히는 헤르만 헤세의 초기 대표작이다. 지식을만드는지식에서 새로 선보이는 《크눌프》는 시중에서 찾기 어려운 그림 자료를 여럿 실어 소설의 가치를 더했다. 특히 2000년 세계 최초로 한국에서 발견된 헤세의 유작 시와 그림 <꺾어진 가지의 삐걱거림>은 한 사람의 삶의 마무리를 연상케 하는 《크눌프》의 정취를 더해 줄 귀한 자료다. 이 밖에도 책 앞머리에는 헤세와 교우했던 에른스트 모르겐탈러(Ernst Morgenthaler, 1887∼1962)가 목탄으로 그린 헤세의 초상화를 실었으며, 소설 본문에는 1922년 주어캄프사 판본에 실린 카를 발저(Karl Walser, 1877∼1943)의 삽화 10점과 헤세가 직접 그린 그림 4점을 실었다.
1907∼1914년에 쓰여 1915년에 발표된《크눌프》는 헤세의 초기 대표작으로 낭만적 작풍(作風)이 물씬 풍긴다. 헤세의 초기 작품에는 있는 그대로의 자연으로 통하는 세상을 끝없이 방랑하는 주인공들이 자주 등장하는데, 이들은 바로 작가 헤르만 헤세의 분신이다. 이 소설의 주인공 크눌프도 그중 하나다.
헤세는 생전 가장 사랑한 작중인물로 크눌프를 꼽았다. 헤세가 오랜만에 아들과 함께 고향 칼브를 다시 찾았을 때 고향의 거리 곳곳에서 살아 있다고 느낀 존재 역시 크눌프였다고 고백한 바 있다. 떠도는 자, 크눌프가 고향의 거리 곳곳에 살아 있다고 느꼈다니 그에 대한 헤세의 마음이 얼마나 애틋했는지 절절히 느낄 수 있는 일화다. 이를 방증하듯 헤세의 고향 칼브에도 크눌프의 동상이 서 있다. 헤세의 작중인물로서 동상으로 만들어진 인물은 크눌프가 유일하다.
크눌프는 집도 절도 없이 떠돌며 시를 쓰는 방랑자다. 시를 쓰기는 하나 쓴 시를 책으로 펴내 명성을 얻고자 하는 마음은 전혀 없고 그저 허공에다가 자신의 마음과 감정을 노래하며 흘려보낼 뿐이다. 나무와 꽃들과 새들과 이야기를 나누고, 도처에서 친구들과 우정을 맺고, 아리따운 여인들과 사랑을 속삭이다가도 이내 다시 이별을 하고 방랑길에 오른다. 사람들과 어울리며 정착하라는 권유를 받기도 하지만 결코 운명의 올가미에 걸려들거나 시민 생활의 진정한 참여자가 되지 못한다. 그저 언제나 손님처럼 고독하게 사람들 사이를 배회하며, 한곳에 머물러 살고 있는 사람들에게 자유와 꿈과 방랑에 대한 그리움을 안겨 줄 따름이다. 생산적이고 유용한 이들에겐 하등 쓸모없는 뜨내기에 불과하지만 크눌프는 있는 그대로의 자연을 누구보다 잘 이해하는 인물이다. 그 속에서 자기 생애의 본질적인 면이 있음을 꿰뚫어 보고 있으니 이것이 바로 그를 시인으로 만드는 요소인 것이다.
이렇게 크눌프는 자연에 스며든 동시에 신성에 가득 찬 인생을 살아간다. 자연에 아주 가까운 삶을 살아가므로 자연에 귀를 기울여 자연을 이해하고, 자연 속에 깃든 신과 하나임을 느끼는 것이다. 신은 바로 자연 속에 내재(內在)하고 있음을 본능적으로 느끼는 그는 자연 속에서 신의 목소리를 듣는다. 옛 고향으로 돌아와 눈 이불을 덮고 죽음을 맞이할 때에도 크눌프는 하느님과 조용히 대화를 나눈다. 자기 인생의 실패와 무의미를 호소하는 크눌프에게 하느님은 그의 삶이 헛되지 않았다고 속삭여 준다. 이 마지막 말은 삶의 허무에 대해 깊이 생각해 본 이들 모두의 가슴을 크게 울릴 것이다.